# IC 1206
IC 1206 је спирална галаксија у сазвјежђу Херкул која се налази на листи објеката дубоког неба у Индекс каталогу.
Деклинација објекта је + 11° 17' 50" а ректасцензија 16h 15m 13,0s. Привидна величина (магнитуда) објекта IC 1206 износи 13,9 а фотографска магнитуда 14,7. IC 1206 је још познат и под ознакама UGC 10293, MCG 2-41-23, CGCG 79-87, KCPG 491A, PGC 57623.